# Le Roi de l'air (film, 1913)
Pour l’article homonyme, voir Le Roi de l'air (film, 1923).
Le Roi de l'air est un film muet français écrit et réalisé par Ferdinand Zecca et René Leprince, sorti en 1913.

## Synopsis
Une scène de la vie moderne en cinq parties

## Fiche technique
- Réalisation et scénario : Ferdinand Zecca et René Leprince
- Production et distribution : Pathé frères
- Musique : Mademoiselle Lamiraux
- Format : Noir et blanc — 35 mm — 1,33:1 — film muet
- Métrage : 1 785 m
- Genre: Thriller
- Date de sortie : 
  -  France - 12 décembre 1913 à Omnia Pathé, Paris[1]

## Distribution
- René Alexandre: Marc Devernis, un intrépide aviateur, fils d'un riche banquier
- Gabrielle Robinne : Louise de Solanges, sa ravissante fiancée
- Gabriel Signoret : le banquier Devernis, le riche père de Marc
- Jeanne Grumbach : Madame de Solanges, la mère de Louise qui deviendra infirmière après s'être ruinée à la bourse